# Бадьев, Николай Фёдорович
Николай Фёдорович Ба́дьев (25 января 1922, Петроград — 11 февраля 1993, Екатеринбург) — актёр театра и кино. Народный артист РСФСР (11.01.1984).

## Биография
Родился в Петрограде в семье токаря Путиловского завода. Трудовую деятельность начал в 1938 году, как и отец, токарем на Путиловском.
29 июня 1941 года добровольцем ушёл на фронт, воевал в составе 128-й стрелковой дивизии, был разведчиком, помощником командира взвода разведчиков. 29 декабря 1941 был тяжело ранен, попал на лечение в госпиталь в Свердловск (1942—1943).
В 1943—1944 годах — артист капеллы Свердловской филармонии. Одновременно с работой в 1944 поступил в Уральскую консерваторию, но в том же году ушёл из неё в открывшуюся при Свердловской киностудии школу киноактера, которую окончил в 1947 году.
В 1947—1949 годах снимался в кино, в 1949—1952 был солистом АПП Уральского военного округа, с 1952 года — солистом Свердловского театра музыкальной комедии, которому отдал свыше 40 лет жизни. Сыграл более 100 ролей. Один из ведущих комедийных, характерных актёров труппы, для творческой манеры которого было характерно сочетание комедийной выразительности, гротеска с мягкостью, юмором, умением обогатить роль эмоциональными нюансами.
Жена - Эльза Александровна Ба́дьева (13 декабря 1925, Свердловск — 13 октября 2001, Екатеринбург) — писательница. Член Союза писателей СССР (1961).
Умер 11 февраля 1993 года. Похоронен в Екатеринбурге на Широкореченском кладбище.

## Награды и звания
- орден Отечественной войны I степени (6.4.1985)[1]
- медаль «За отвагу» (15.2.1968)[2]
- медаль «За оборону Ленинграда» (11.4.1945)[3]
- народный артист РСФСР (11.01.1984)
- заслуженный артист РСФСР (15.11.1973)

## Избранная фильмография
- 1990 — Убийца
- 1990 — Я объявляю вам войну
- 1969 — Белое солнце пустыни — Лебедев
- 1968 — Угрюм-река
- 1960 — Тайна зеленого бора
- 1948 — Страницы жизни — Мося